# Roccatagliata (organari)

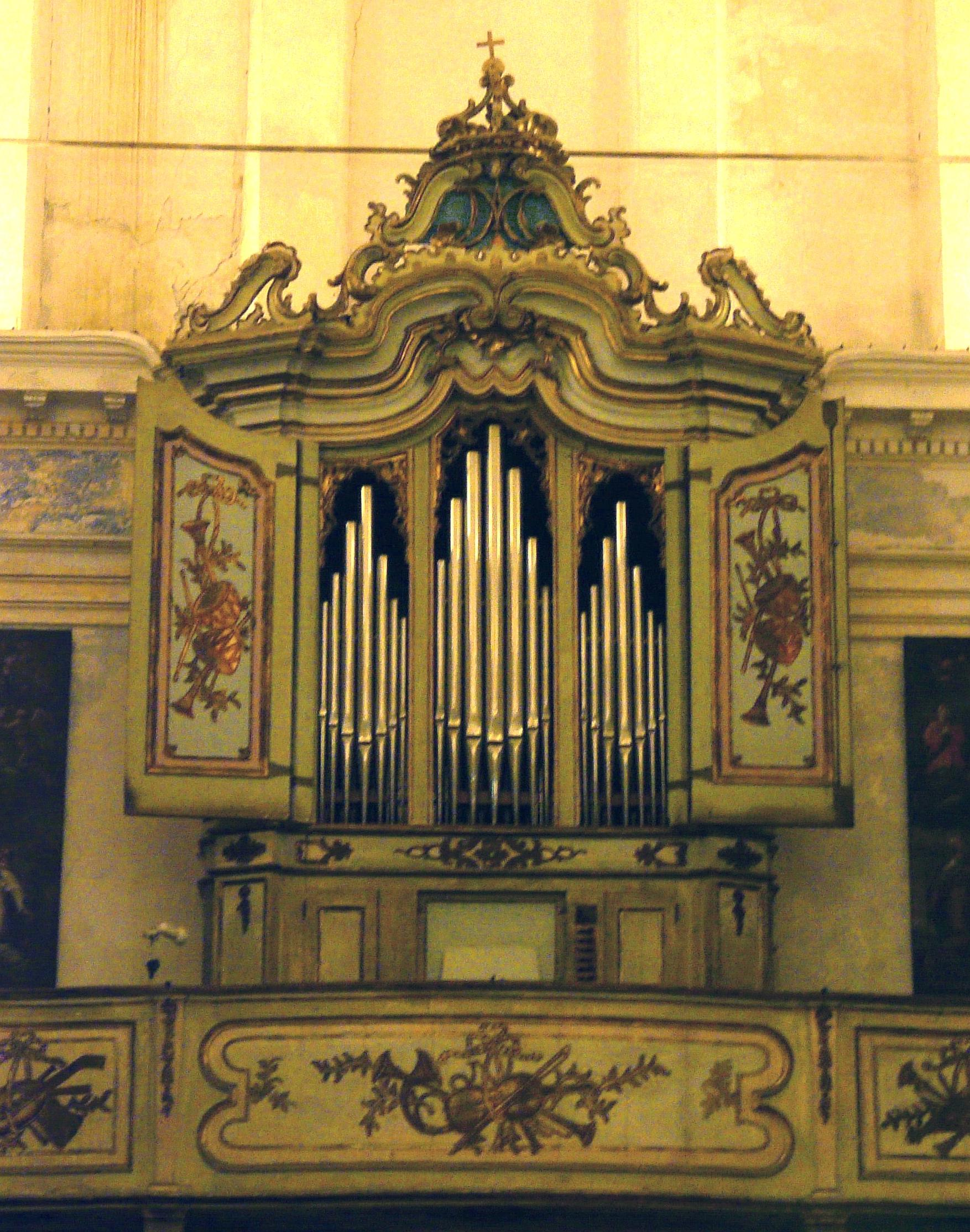
L'organo del 1779 di Tommaso II Roccatagliata nell'Oratorio dei Bianchi a Rapallo.

I Roccatagliata sono una famiglia organara originaria di Santa Margherita Ligure, attiva come organari  in Liguria, nel basso Piemonte e nelle Marche fra il XVII e il XVIII secolo.
Di posizione economica e sociale già rilevante sul finire del XVII secolo, si consolidarono ulteriormente nel secolo successivo. Vari membri della famiglia ricoprirono cariche pubbliche ed erano imparentati con i notai Banchero e Figari.
Possiedono tombe di famiglia nella parrocchiale di Santa Margherita Ligure e nella chiesa di Santa Maria di Castello a Genova.

## Caratteristiche costruttive
Gli strumenti della famiglia Roccatagliata restarono sempre legati al classico modello di organo italiano: un solo manuale con ottava corta (dapprima con estensione Do1 - Fa5, e poi Do1 - Do5 con divisione bassi-soprani fra il Si2 e il Do3) e pedaliera corta, a leggio, costantemente unita al manuale.
Il prospetto è sempre suddiviso in tre campate (gli strumenti realizzati da Tommaso I, però, a volte presentano ancora facciate di tipo rinascimentale, con cinque campate e organetti morti). La disposizione fonica è sempre basata su un registro di principale da 8', cui si aggiunge il ripieno a file separate.
I registri da concerto sono invariabilmente tre: un flauto in ottava (sempre intero), una voce umana soprani e un cornetto soprani, sempre su tre file. Raramente sono presenti ulteriori registri. A volte si segnalano alcuni accessori, come il rollante e l'uccelliera.

## Biografie

### Tommaso I Roccatagliata

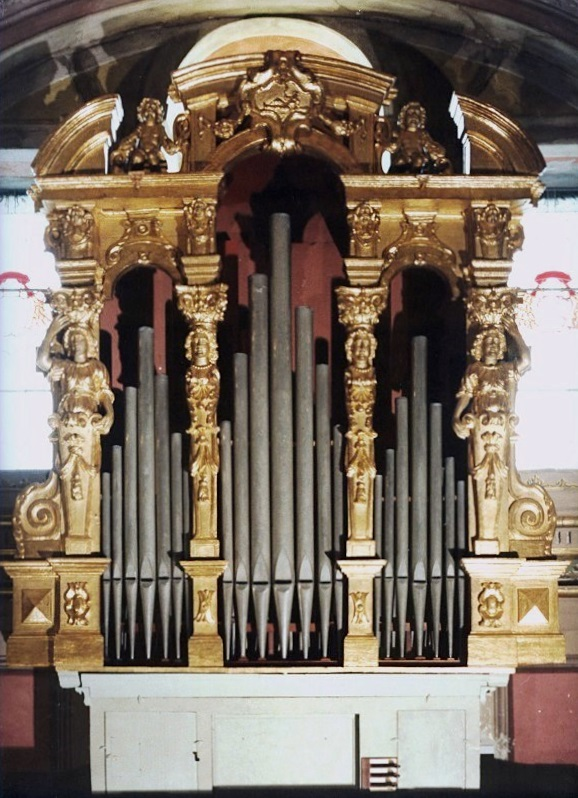
L'organo della chiesa di San Martino a Polanesi.

Il capostipite della dinastia di organari è Tommaso I Roccatagliata (Santa Margherita Ligure, 11 dicembre 1647 - 24 febbraio 1725). Collaborò con l'organaro olandese Willem Hermans a Palermo, Roma e Orvieto fra il 1671 e il 1674, ma i loro primi rapporti risalgono, con ogni probabilità, alla metà del XVII secolo, quando Hermans lavorava alla costruzione dell'organo della basilica di Santa Maria Assunta, a quello della chiesa del Gesù e dei Santi Ambrogio e Andrea e a quello della chiesa di Santa Maria Maddalena, tutti e tre a Genova.
Anche la presenza in Liguria dello svizzero Giovanni Heid (o Heider), collaboratore di Hermans, potrebbe aver avuto un ruolo nella formazione del giovane Tommaso. Il suo primo strumento di cui si ha notizia è l'organo della parrocchiale di Portofino, realizzato fra il 1677 e il 1679. All'attività organaria affiancò anche quella di cembalaro: un suo strumento, recante sul primo tasto l'iscrizione «Tomaso Roccatagliata 1686», fu esaminato e descritto da Celestino Scoffiero nel 1879.
Fra gli altri suoi lavori noti si ricorda il «trasporto alla facciata di Ponente» (cioè nella posizione attuale, in cantoria sopra l'ingresso principale) dell'organo Hermans di Carignano, effettuato nel 1695 con la collaborazione dell'organaro genovese Bartolomeo Della Torre, e la realizzazione dell'organo della chiesa di San Martino a Polanesi.
Si sposò nel 1680 con Maria Garibaldi, dalla quale ebbe dodici figli, fra i quali Giacomo Maria (1700-1780), padre di Tommaso II e di Giovanni Domenico. Ricoprì inoltre gli incarichi di custode delle reliquie e di "agente" del comune di Santa Margherita Ligure.

### Lorenzo Roccatagliata
Lorenzo Roccatagliata (Santa Margherita Ligure, 14 novembre 1686 - Genova, 13 agosto 1748), quartogenito di Tommaso I, proseguì l'attività paterna. Nel 1712 si sposò con Maria Camilla Banchero, figlia del notaio Pietro Banchero. Non ebbero figli. Fu attivo anche come organista e ricoprì, inoltre, vari incarichi pubblici nel comune di Santa Margherita Ligure.

### Nicolò Roccatagliata
Nicolò Roccatagliata (Santa Margherita Ligure, 16 luglio 1703 - ?), dodicesimo figlio di Tommaso I, risulta attivo nel 1751 come organaro nella cattedrale di Ventimiglia, e, nel 1768, nella chiesa delle Scuole Pie a Genova.

### Tommaso II Roccatagliata
Tommaso II Roccatagliata (Santa Margherita Ligure, 15 ottobre 1725 - 29 novembre 1798), nipote di Tommaso I, secondogenito di Giacomo Maria e di Isabella Figari, proseguì l'attività di famiglia. Nel 1751 si sposò con Maria Domitilla Banchero, dalla quale ebbe un'unica figlia, Maria Camilla, che nel 1780 sposò Luigi Ciurlo. Dopo la morte della moglie si risposò con Angela Malaspina.
Oltre all'arte organaria ebbe probabilmente interessi in altre attività economiche, come una fornace per la produzione di mattoni. Ricoprì inoltre l'incarico di "agente" della parrocchia di Santa Margherita. Assieme al genero Luigi Ciurlo fece parte della Confraternita della Morte ed Orazione con sede nell'omonimo oratorio.
Nel 1795 acquistò uno «spinettone con sua spinetta da sonarsi ancora unitamente al spinettone», identificabile con il doppio virginale di Iohannes Ruckers che passò agli eredi Ciurlo e ai loro discendenti, i quali lo conservarono nella villa di famiglia a Santa Margherita Ligure fino al 1929, anno in cui fu venduto. Successivamente lo strumento passò al Museo degli strumenti musicali nel Castello Sforzesco di Milano.

### Giovanni Domenico Roccatagliata
Giovanni Domenico Roccatagliata (Santa Margherita Ligure, 1730 - ?), sestogenito di Giacomo Maria. Nel 1764 eseguì alcuni lavori all'organo Polinori della chiesa di San Filippo Neri a Pesaro. Nel contratto è definito «mastro dello stato genovese, presentemente abitante in Pesaro».

## Cronologia genealogica organara

### Famiglia Roccatagliata
|                     |                       |                           |                            |                            |                 |
|                     |                       | Tommaso I *1647 †1725     |                            |                            |                 |
|                     |                       |                           |                            |                            |                 |
|                     |                       |                           |                            |                            |                 |
| Lorenzo *1686 †1748 | Lorenzo *1686 †1748   | Giacomo Maria *1700 †1780 | Giacomo Maria *1700 †1780  | Nicolò *1703 †?            | Nicolò *1703 †? |
|                     |                       |                           |                            |                            |                 |
|                     |                       |                           |                            |                            |                 |
|                     | Tommaso II 1725 †1798 | Tommaso II 1725 †1798     | Giovanni Domenico *1730 †? | Giovanni Domenico *1730 †? |                 |

### Relazioni genealogiche Roccatagliata-Ciurlo-De Ferrari
R Roccatagliata
C Ciurlo
D De Ferrari
|                             |                                                              |                                       |                                                            |                                                            |                                 |
|                             |                                                              | R Tommaso I Roccatagliata *1647 †1725 |                                                            |                                                            |                                 |
|                             |                                                              |                                       |                                                            |                                                            |                                 |
|                             |                                                              |                                       |                                                            |                                                            |                                 |
| R Lorenzo *1686 †1748       | R Lorenzo *1686 †1748                                        | R Giacomo Maria *1700 †1780           | R Giacomo Maria *1700 †1780                                | R Nicolò *1703 †?                                          | R Nicolò *1703 †?               |
|                             |                                                              |                                       |                                                            |                                                            |                                 |
|                             |                                                              |                                       |                                                            |                                                            |                                 |
|                             | R Tommaso II 1725 †1798                                      | R Tommaso II 1725 †1798               | R Giovanni Domenico *1730 †?                               | R Giovanni Domenico *1730 †?                               |                                 |
|                             |                                                              |                                       |                                                            |                                                            |                                 |
|                             |                                                              |                                       |                                                            |                                                            |                                 |
|                             | R Maria Camilla fl. 1780 ∞ C Angelo Luigi Ciurlo *1751 †1816 |                                       |                                                            |                                                            |                                 |
|                             |                                                              |                                       |                                                            |                                                            |                                 |
|                             |                                                              |                                       |                                                            |                                                            |                                 |
| C Marcello *1787 †1855      | C Marcello *1787 †1855                                       |                                       | C Domitilla fl. 1803 ∞ D Giovanni Ant. De Ferrari fl. 1803 | C Domitilla fl. 1803 ∞ D Giovanni Ant. De Ferrari fl. 1803 |                                 |
|                             |                                                              |                                       |                                                            |                                                            |                                 |
|                             |                                                              |                                       |                                                            |                                                            |                                 |
| C Luigi Narciso *1823 †1881 | C Luigi Narciso *1823 †1881                                  | D Luigi *1807? †1853?                 | D Luigi *1807? †1853?                                      | D Giuseppe Giovanni *1815 †1877                            | D Giuseppe Giovanni *1815 †1877 |
|                             |                                                              |                                       |                                                            |                                                            |                                 |
|                             |                                                              |                                       |                                                            |                                                            |                                 |
|                             |                                                              |                                       |                                                            | D Antonio Luigi *1858 †1933                                |                                 |

## Discografia
- Antologia organistica, vol. I, Giorgio Questa organo, Genova, Dynamic (DEX 402), s.a. [ca. 1965] (disco a 45 giri; organo Roccatagliata 1778 del Santuario di Nostra Signora del Carmine a Nozarego.
- Musica organistica in Liguria. Alla scoperta degli organi artistici, a cura di Edward Neill con la collaborazione di Giancarlo Bertagna, Arturo Sacchetti organo, Genova, Cassa di Risparmio di Genova e Imperia, 1987 (due LP in cofanetto).
- Organi storici della Liguria. S. Margherita Ligure, Nozarego, Davide Merello organo, Milano, La Bottega Discantica (Discantica 110), 2004.
- L'organo Giovannini/Roccatagliata 1688, Oratorio di N.S. del Suffragio, Santa Margherita Ligure - Genova, Davide Merello organo, Milano, La Bottega Discantica, 2012.